# Arsago Seprio
Arsago Seprio (lombardul: Arsagh) település Olaszországban, Varese megyében. Lakosainak száma 4757 fő (2023. január 1.). Arsago Seprio Casorate Sempione, Mornago, Vergiate, Besnate, Somma Lombardo és Gallarate községekkel határos.

## Népesség
A település népességének változása:
| Lakosok száma | 4903 | 4904 | 4757 |
|               | 2017 | 2018 | 2023 |